# 陸中山田駅
陸中山田駅（りくちゅうやまだえき）は、岩手県下閉伊郡山田町川向町（かわむかいちょう）にある、三陸鉄道リアス線の駅である。
駅の愛称は「海のオランダ島」。

## 歴史
2011年（平成23年）3月11日の東北地方太平洋沖地震（東日本大震災）による津波およびその後の火災で大きな被害を受け休止していたが、2019年（平成31年）3月23日に三陸鉄道の駅として営業再開された。

### 年表
- 1935年（昭和10年）11月17日：鉄道省山田線の駅として開業[2]。当時は終着駅[2]。
- 1936年（昭和11年）11月10日：岩手船越駅まで延伸[2]。中間駅となる[2]。
- 1947年（昭和22年）8月8日：昭和天皇のお召し列車が停車。天皇が奉迎者に対し車窓から会釈で応える（昭和天皇の戦後巡幸）[3]。
- 1982年（昭和57年）9月20日：貨物の取り扱いを廃止[4]。
- 1985年（昭和60年）3月14日：荷物扱い廃止[4]。
- 1987年（昭和62年）4月1日：国鉄分割民営化により、東日本旅客鉄道（JR東日本）の駅となる[2]。
- 2011年（平成23年）3月11日：東日本大震災による津波およびその後の大規模火災で駅舎・構内ともに焼失[5][6]。
- 2019年（平成31年）3月23日：当駅を含む宮古駅 - 釜石駅間復旧と同時に三陸鉄道に転換、リアス線の駅となる。

## 駅構造
相対式ホーム2面2線を有する地上駅で、列車交換が可能。互いのホームは跨線橋（階段のみ）で連絡している。駅出入口は各ホームに1か所ずつあり（1番線側：西口、2番線側：東口）、いずれもスロープが設置されている。
山田町観光協会が受託する簡易委託駅であり、東口側に駅舎がある。駅舎は、オランダ島と風車を模した洋風のデザインである。当駅は山田町交流センターはぴね、山田町立図書館との合築駅となっており、連絡通路がつながっている。
東日本大震災で被災し全壊した旧駅舎は1961年（昭和36年）改築のコンクリート造りで、みどりの窓口・自動券売機（オレンジカード対応）があった。また、旧駅舎の上部に掲げられていた大時計は、同町八幡町内の御蔵山に保存・展示されている。

### のりば
| 番線 | 路線      | 方向 | 行先           |
| ---- | --------- | ---- | -------------- |
| 1    | ■リアス線 | 下り | 宮古・久慈方面 |
| 2    | ■リアス線 | 上り | 釜石・盛方面   |

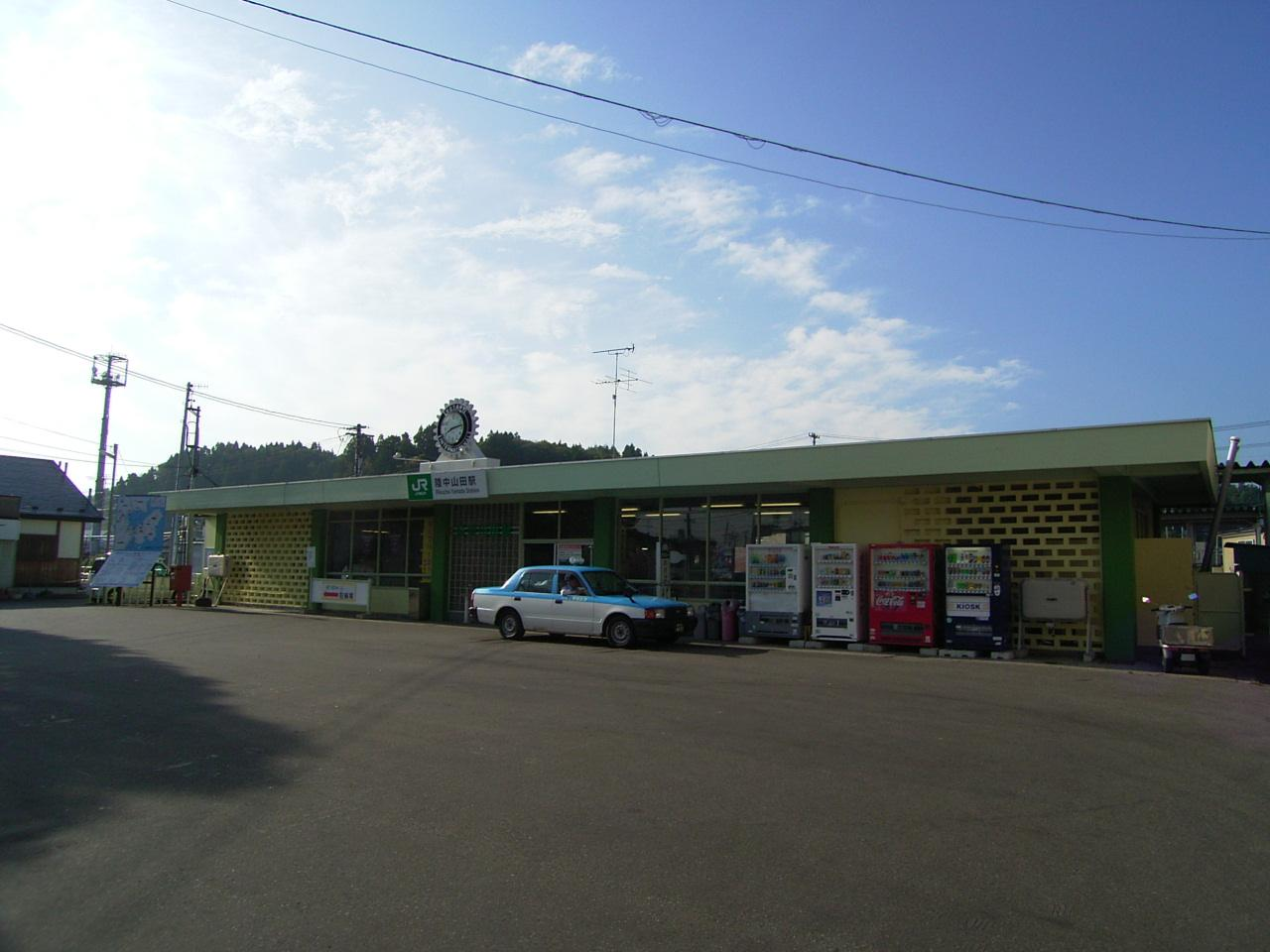
被災前の駅舎（2006年10月）
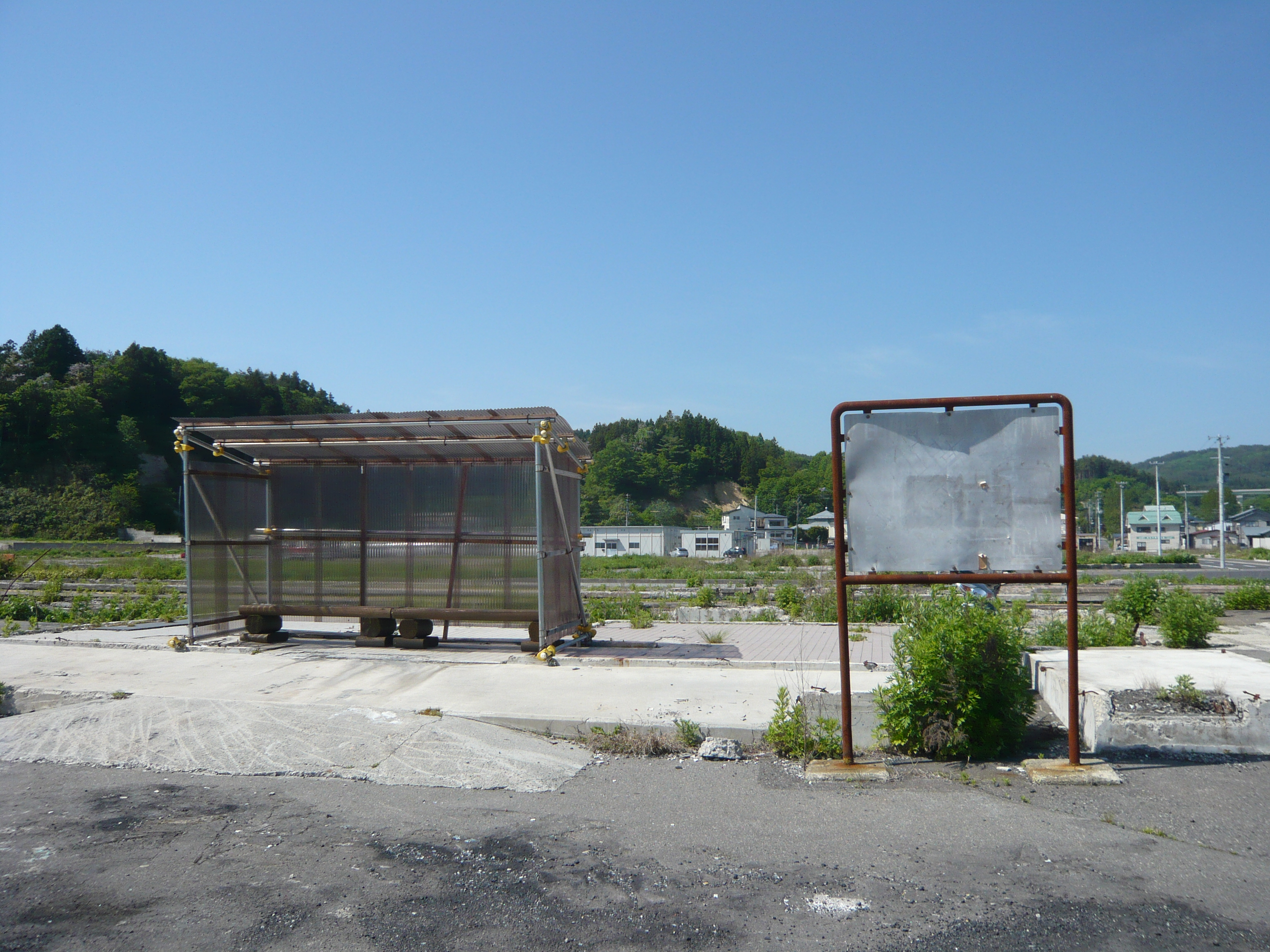
被災後の陸中山田駅（2013年6月）
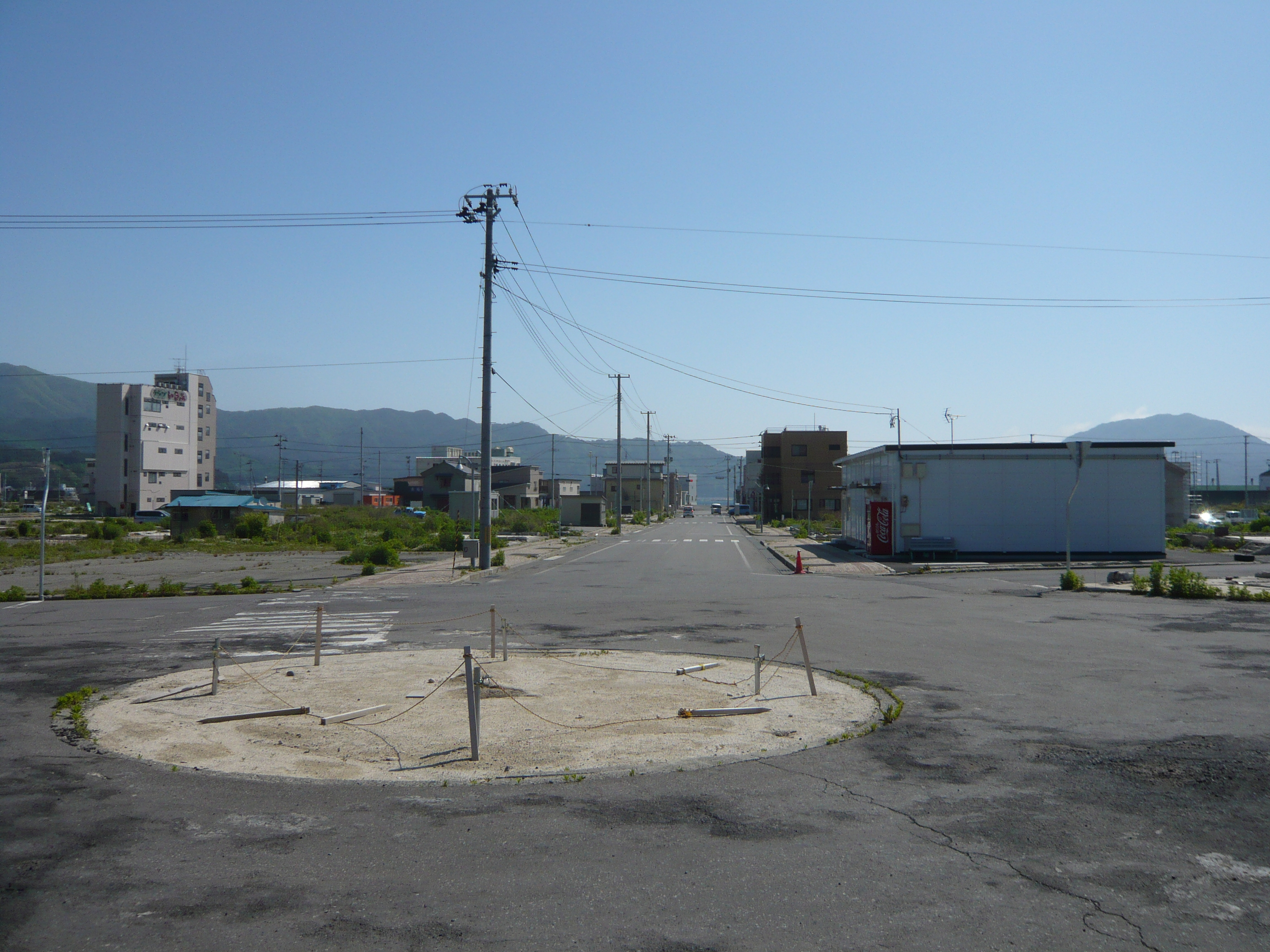
陸中山田駅より東、山田町中心街を望む（2013年6月）
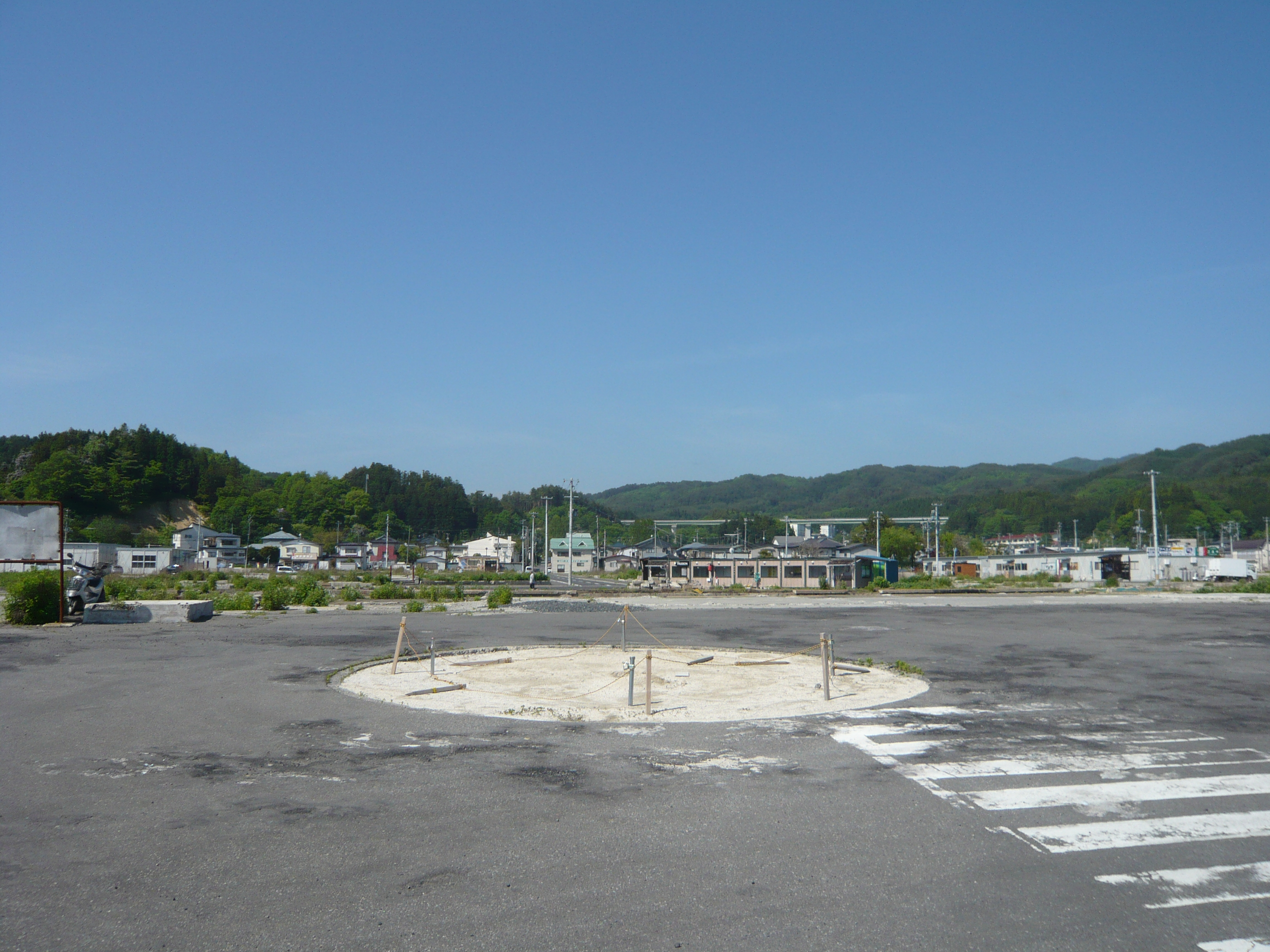
陸中山田駅より西を望む（2013年6月）
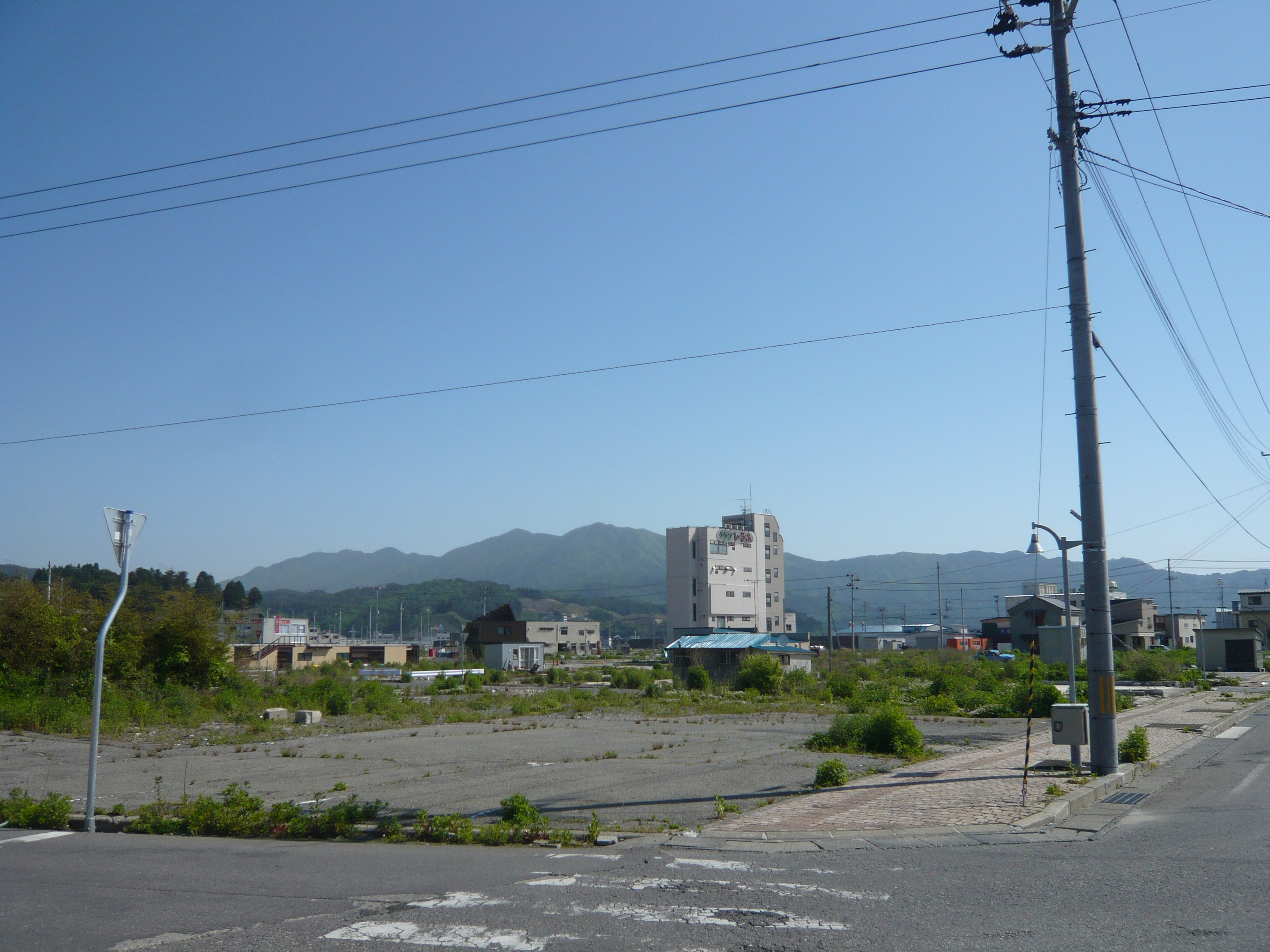
陸中山田駅より東北東、山田町中心街を望む（2013年6月）

## 利用状況
「山田町統計書」によると、2020年度（令和2年度）の1日平均乗車人員は78人である。
2000年度（平成12年度）以降の推移は以下のとおりである。なお、2000年度（平成12年度）- 2018年度（平成30年度）の統計はJR時代のものである。また、2011年度（平成23年度）の統計は非公表である。
| 乗車人員推移       | 乗車人員推移     | 乗車人員推移 |
| 年度               | 1日平均 乗車人員 | 出典         |
| ------------------ | ---------------- | ------------ |
| 2000年（平成12年） | 348              | [ JR 1 ]     |
| 2001年（平成13年） | 316              | [ JR 2 ]     |
| 2002年（平成14年） | 297              | [ JR 3 ]     |
| 2003年（平成15年） | 295              | [ JR 4 ]     |
| 2004年（平成16年） | 307              | [ JR 5 ]     |
| 2005年（平成17年） | 315              | [ JR 6 ]     |
| 2006年（平成18年） | 295              | [ JR 7 ]     |
| 2007年（平成19年） | 292              | [ JR 8 ]     |
| 2008年（平成20年） | 278              | [ JR 9 ]     |
| 2009年（平成21年） | 276              | [ JR 10 ]    |
| 2010年（平成22年） | 259              | [ JR 11 ]    |
| 2011年（平成23年） | 非公表           |              |
| 2012年（平成24年） | 162              | [ JR 12 ]    |
| 2013年（平成25年） | 171              | [ JR 13 ]    |
| 2014年（平成26年） | 157              | [ JR 14 ]    |
| 2015年（平成27年） | 149              | [ JR 15 ]    |
| 2016年（平成28年） | 140              | [ JR 16 ]    |
| 2017年（平成29年） | 129              | [ JR 17 ]    |
| 2018年（平成30年） | 120              | [ JR 18 ]    |
| 2019年（令和元年） | 110              | [ 三陸 1 ]   |
| 2020年（令和02年） | 78               | [ 三陸 1 ]   |

## 駅周辺
- 岩手県道147号陸中山田停車場線
- 国道45号
  - 三陸沿岸道路（山田道路）
- 山田町役場
- 山田町中央公民館
- 山田郵便局
- 岩手銀行山田支店
- 山田町魚市場
- 山田湾
- 道の駅やまだ おいすた

## 隣の駅
三陸鉄道
■リアス線
織笠駅 - 陸中山田駅 - 豊間根駅

### 記事本文
1. ↑  “鉄道事業の旅客運賃の上限設定認可申請書”.   三陸鉄道株式会社 (2019年2月21日). 2023年12月5日時点のオリジナルよりアーカイブ。2019年3月26日閲覧。
2. 1 2 3 4 5 6  曽根悟（監修） 著、朝日新聞出版分冊百科編集部 編『週刊 歴史でめぐる鉄道全路線 国鉄・JR』 21号 釜石線・山田線・岩泉線・北上線・八戸線、朝日新聞出版〈週刊朝日百科〉、2009年12月6日、18-19頁。
3. ↑  宮内庁『昭和天皇実録第十』東京書籍、2017年3月30日、399頁。ISBN 978-4-487-74410-7。
4. 1 2  石野哲 編『停車場変遷大事典 国鉄・JR編』 II（初版）、JTB、1998年10月1日、500頁。ISBN 978-4-533-02980-6。
5. ↑  津波を受けた7線区の点検状況（2011年3月30日現在）、東日本旅客鉄道、2011年4月2日閲覧
6. ↑  陸中山田駅の時計、盛岡経済新聞 2011年4月13日

### 利用状況

#### JR東日本
1. ↑  “各駅の乗車人員（2000年度）”.   東日本旅客鉄道. 2018年3月8日閲覧。
2. ↑  “各駅の乗車人員（2001年度）”.   東日本旅客鉄道. 2018年3月8日閲覧。
3. ↑  “各駅の乗車人員（2002年度）”.   東日本旅客鉄道. 2018年3月8日閲覧。
4. ↑  “各駅の乗車人員（2003年度）”.   東日本旅客鉄道. 2018年3月8日閲覧。
5. ↑  “各駅の乗車人員（2004年度）”.   東日本旅客鉄道. 2018年3月8日閲覧。
6. ↑  “各駅の乗車人員（2005年度）”.   東日本旅客鉄道. 2018年3月8日閲覧。
7. ↑  “各駅の乗車人員（2006年度）”.   東日本旅客鉄道. 2018年3月8日閲覧。
8. ↑  “各駅の乗車人員（2007年度）”.   東日本旅客鉄道. 2018年3月8日閲覧。
9. ↑  “各駅の乗車人員（2008年度）”.   東日本旅客鉄道. 2018年3月8日閲覧。
10. ↑  “各駅の乗車人員（2009年度）”.   東日本旅客鉄道. 2018年3月8日閲覧。
11. ↑  “各駅の乗車人員（2010年度）”.   東日本旅客鉄道. 2018年3月8日閲覧。
12. ↑  “各駅の乗車人員（2012年度）”.   東日本旅客鉄道. 2018年3月8日閲覧。
13. ↑  “各駅の乗車人員（2013年度）”.   東日本旅客鉄道. 2018年3月8日閲覧。
14. ↑  “各駅の乗車人員（2014年度）”.   東日本旅客鉄道. 2018年3月8日閲覧。
15. ↑  “各駅の乗車人員（2015年度）”.   東日本旅客鉄道. 2018年3月8日閲覧。
16. ↑  “各駅の乗車人員（2016年度）”.   東日本旅客鉄道. 2018年3月8日閲覧。
17. ↑  “各駅の乗車人員（2017年度）”.   東日本旅客鉄道. 2019年2月13日閲覧。
18. ↑  “各駅の乗車人員（2018年度）”.   東日本旅客鉄道. 2019年7月20日閲覧。

#### 三陸鉄道
1. 1 2  “山田町統計書 令和2年度版（第12号）” (PDF). 山田町統計資料.   山田町. p. 48 (2023年4月6日). 2023年4月29日閲覧。